# 澳大利亚行政区划

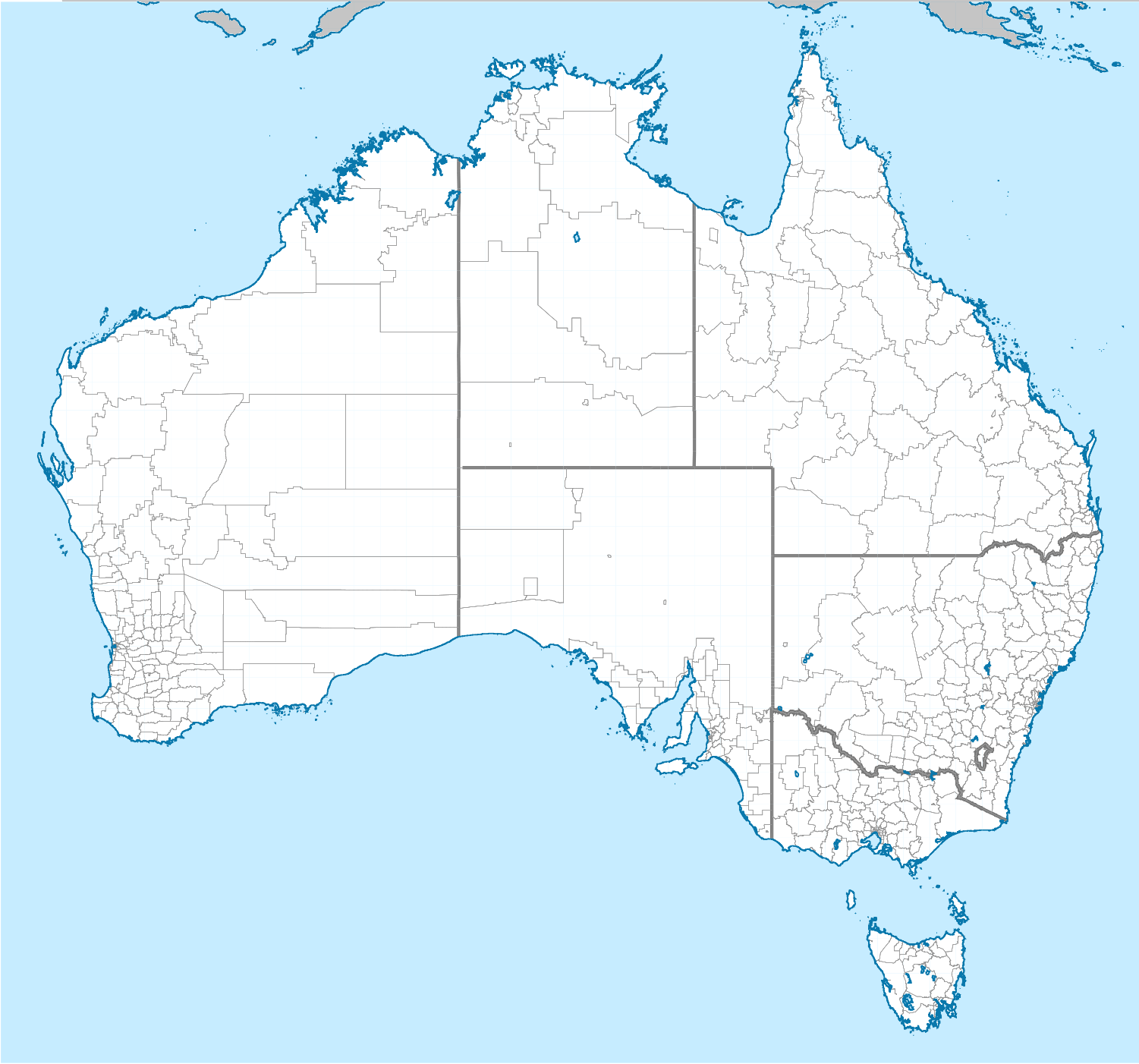
澳大利亚行政区总览：深色线为州级行政区边界，淡灰色线为地方政府区域边界。

澳大利亚行政区地图

澳大利亚作为联邦制国家，政体分为三个政府级别，分别是：
1. 联邦政府（federal government）
2. 州/领地政府（state/territory government）
3. 地方政府（local government）

由於澳大利亞采用聯邦制的君主立憲制度，其六個州政府和一個聯邦政府都是具有部分主權的政治實體，雖然各州和聯邦的君主名义上是同一人（即英王），但在主權層面上這七個王位互不隸屬。各州和聯邦的法理關係由《澳大利亞憲法》管制，具體來説在各州境内，聯邦政府掌握由各州通過憲法賦予的部分立法、行政、司法權（例如国防、外交、进出口等涉及主权的外部事务和经济政策、税收以及一些全国范围的立法和公共服务，比如福利署和邮政），其他政府權力（例如教育、衛生等）由各州保留。此外，聯邦政府直接设置有聯邦領地。在各「領地」内聯邦政府通過聯邦立法設立了領地政府，其中一些領地政府具有與各州政府相似的自治權，但聯邦可以通過立法限制或取消領地的自治權。而一些其他較小的領地政府則更接近聯邦的直屬行政機構。在州和地域最大的自治領地（北領地），州和領地政府下轄具有一定自治權的地方政府，是爲第三級政府，例如道路、規劃、綠化、垃圾處理等地方性的政府職能下放到地方政府層面。在地域較小的自治領地，例如首都領地，領地政府直接擔負地方政府職能。
此外澳大利亚的政治结构确保了联邦政府和各州/领地政府之间的合作和协调，旨在实现有效的国家治理和服务提供。

## 州和領地的概念

澳大利亞各殖民地、州和領地邊界沿革動畫

澳大利亞憲法概念下的“州”（state）是擁有不完整主權的政治實體，各州渡让出各自主權的一部分合併成为澳大利亞聯邦，因此按照《宪法》都是拥有高度（但非绝对）自治权的聯邦成員。在各州境内，所有沒有通過憲法成文交予聯邦政府的權力都由州政府行使，因此州的自治權是與生俱來、受憲法保護的。按照《澳大利亞法令》規定的憲政結構，各州和聯邦共戴同一君主但各個政府與君主有直接的憲政關係。例如，新南威爾士的州督是國王作爲新南威爾士君主的直接代表，而不是澳大利亞總督的代表。
現在的六個州1901年以前都是獨立殖民地，在1901年聯合組成聯邦。1901年時，澳大利亞聯邦連同各州都是英國的屬地。澳大利亞聯邦在1942年接受英國《西敏法令》所賦予的獨立地位以後成爲了獨立國家，澳大利亞君主的王權與英國王權分離。但《西敏法令》沒有改變各州作爲英國屬地的地位，需要英國君主親裁的各州事務仍舊通過英國政府，而不是澳大利亞聯邦政府，建議君主行事。這一情況一直維持到1986年英澳同時立法的《澳大利亞法令》，才將各州的地位改爲澳大利亞主權之下的自治領，各州政府可以就需要君主親裁的各州事務（例如州督的任免）直接向君主提出建議。
與州不同，領地（territory）是归澳大利亞聯邦拥有的領土，自治權由聯邦政府通過立法賦予，也可由聯邦政府通過立法取消。多數領地的虛位最高行政長官是澳大利亞總督在該領地的代表（首都領地沒有行政長官：最高首長理論上總督親任），各領地和君主沒有直接關係。現在的各領地有些有較高度的自治權，有些有較有限的自治權，而有些則由聯邦政府機構直接管轄。各領地中有由州割让的領土，也有由其他國家（殖民地）直接上交的。澳洲本土有两个高度自治的内部领地——北领地和澳大利亚首都领地，聯邦政府通過立法賦予了較大的自治權，其職權與州政府類似，因此通常與各州政府統稱爲“州級政府”。但和州政府不同的是，聯邦政府可以通過立法賦予、改變和取消各領地的自治權。
聯邦、各州和兩個自治領地的政府首腦（即澳大利亞聯邦總理、各州州長、北領地的行政官和首都領地的首席廳長）共同組成“全國内閣”（National Cabinet）（2020年以前稱爲“澳大利亞政府會議”（Council of Australian Governments))，是對跨政府政策進行共同決策的機構。
除此之外，澳洲本土还包括一個較小的非自治内部領地傑維斯灣（隶属联邦直辖的一块沿海飞地，主要做为首都领地的出海口），此外有6個島嶼属地以及南極領地构成外部領地（也稱海外領地），都由聯邦政府部门直接管轄，當地只有地方政府級別的機構。一部分領地的地方政府職能實際上通過聯邦和州的協議由最近的州政府擔當。
由於澳大利亞的州是本身具有自主權的聯邦成員，因此不是“聯邦行政區劃”。領地的劃分則基於聯邦政府立法，因此屬於行政區劃。
其他歷史上曾經存在過的領地包括：
- 1926至1931年，北領地曾被分為中澳洲和北澳洲，后合併恢復北領地建制。
- 1949至1975年，澳大利亞管轄的原巴布亚领地和新几内亚领地通过《1949年巴布亚与新几内亚法案》合併成爲巴布亚和新几内亚领地，直至巴布亞紐幾內亞獨立國在1975年成立。
- 1920至1968年，瑙鲁曾是澳大利亚的实际控制领土。原属德属新几内亚殖民地的瑙鲁在一战时被澳大利亚军队占领，在1919年英国、澳大利亚和新西兰三国签署建立了一个英属磷酸盐委员会，并在1923年通过国联授予共同托管权，由澳大利亚代表行使职权。二战期间，日军于1942年8月26日轰炸并占领瑙鲁，直到1945年9月13日向澳洲陆海军投降。1947年，联合国将瑙鲁授予给英国、澳大利亚和新西兰做为托管领土，职权主要归于澳大利亚。1966年1月，澳大利亚政府在国际压力下结束管治，瑙鲁获得自治并于1968年1月31日正式宣布独立。

#### 中文譯法
“州”和“領地”是中文裏的通用譯法，但也有其他譯法。
對於“州”，澳大利亞當地華人習慣的將“州”稱爲“省”，例如“紐省”（新南威爾士州）、“維省”（維多利亞州）等，並相應的將“州長”稱爲“省長”、“州上議員”稱爲“省上議員”等。這種譯法既受中國行政區劃的名稱影響，也有歷史淵源：在19世紀澳大利亞華人社區形成之初，英帝國的殖民地經常被稱爲帝國的“行省”，當時新建立的一些殖民地的正式名稱即為“行省”，例如創立時的名稱即是“南澳大利亞省”，較遠的例子有加拿大的“加拿大省”、今屬美國的“新澤西省”、“纽约省”、“宾夕法尼亚省”等，在當時稱爲“省”的殖民地和其他殖民地的地位並無區別。1901年各殖民地成爲“州”之後，較早的名稱在澳洲本土華人社區繼續沿用。
對於各州的政府首腦，譯为“州長”，而將虛位最高行政長官、澳洲君主的代表譯為“州督”或“总督”。但另一種譯法受美國用詞影響，將州督譯為“州長”。需要注意的是美國的“州長”和澳洲的“州督”除了英語名稱一樣外，不論性質還是職權都完全不同：作为民选政府首脑，美国州长的职位在澳洲的对应职位是州长，不是州督。比較可與澳洲制度類比的则是加拿大各联邦省的首长：和澳洲的用法相似，加拿大各省的政府首腦译为“省长”，加拿大君主各省的代表譯為“省督”。澳大利亞與加拿大憲政制度中最大的不同點是澳大利亞的州督是由澳大利亞君主直接任命的，而加拿大的省督則是由聯邦總督代表君主任命的，因此作爲君主的直接代表，澳大利亞的州督也可譯為“總督”或“州總督”。
對於“領地”，其他譯法主要套用其他國家的相應或不相應的行政區劃名稱，例如“特區”、“地區”、“地方”等。

### 各州和領地
| 悉尼 帝汶海 霍巴特 塔斯曼海 德文港 印度洋 达尔文 礁 堡 大 卡奔塔 利亞湾 珊瑚海 巴布亚 新几內亚 印度尼西亚 东帝汶 大澳大利亚湾 印度洋 珀斯 丹皮尔 汤思维 贺德兰港 费利曼图 墨尔本 艾尔湖 布里斯班 阿德莱德 爱丽丝泉 纽卡斯尔 格列士敦 麥凱 凯恩斯 堪培拉 南澳大利亚州 北领地 昆士兰州 西澳大利亚州 维多利亚州 新南威爾斯州 塔斯马尼亚州 首都领地 | 澳洲南極洲領地 諾福克島 珊瑚海群島 科科斯（基林）群島 聖誕島 赫德島和麥克唐納群島 阿什莫尔和卡捷岛 |

州和內陸領地
| 旗幟             | 名稱         | ISO    | 郵號 | 類型     | 首府     | 人口      | 面積(km²) |
| ---------------- | ------------ | ------ | ---- | -------- | -------- | --------- | --------- |
| 澳大利亚首都领地 | 澳洲首都領地 | AU-ACT | ACT  | 内部领地 | 坎培拉   | 358,894   | 2,358     |
| 澳大利亚         | 傑維斯灣領地 | AU-JBT | ACT  | 内部领地 |          | 611       | 70        |
| 新南威爾士州     | 新南威爾斯州 | AU-NSW | NSW  | 州       | 悉尼     | 7,238,819 | 800,642   |
| 北領地           | 北領地       | AU-NT  | NT   | 内部领地 | 達爾文   | 229,675   | 1,349,129 |
| 昆士蘭州         | 昆士兰州     | AU-QLD | QLD  | 州       | 布里斯本 | 4,516,361 | 1,730,648 |
| 南澳大利亚州     | 南澳大利亞州 | AU-SA  | SA   | 州       | 阿德莱德 | 1,644,642 | 983,482   |
| 塔斯馬尼亞州     | 塔斯曼尼亞州 | AU-TAS | TAS  | 州       | 霍巴特   | 507,626   | 68,401    |
| 維多利亞州       | 維多利亞州   | AU-VIC | VIC  | 州       | 墨爾本   | 5,547,527 | 227,416   |
| 西澳大利亚州     | 西澳大利亞州 | AU-WA  | WA   | 州       | 珀斯     | 2,296,411 | 2,529,875 |

海外領地
| 旗幟               | 名稱                 | ISO | 郵號 | 類型           | 首府   | 人口  | 面積(km²) |
| ------------------ | -------------------- | --- | ---- | -------------- | ------ | ----- | --------- |
| 澳大利亚           | 阿什莫尔和卡捷岛     |     |      | 外部领地       |        | 0     | 199       |
| 澳大利亚           | 澳洲南極洲領地       |     |      | 宣称的海外领地 |        | 1,000 | 5,896,500 |
| 圣诞岛             | 聖誕島               | CX  | WA   | 外部领地       | 飛魚灣 | 1,493 | 135       |
| 科科斯（基林）群島 | 科科斯（基林）群島   | CC  | WA   | 外部领地       | 西島   | 628   | 14        |
| 澳大利亚           | 珊瑚海群島           |     |      | 外部领地       |        | 4     | 10        |
| 澳大利亚           | 赫德島和麥克唐納群島 | HM  |      | 外部领地       |        | 0     | 372       |
| 诺福克岛           | 諾福克島             | NF  | NSW  | 外部领地       | 金斯敦 | 2,114 | 35        |

### 主要行政區地位和機構名稱比較
以下列表列出擁有州級自治政府或非自治但擁有地方政府機構的行政區的主要政府機構、職務名稱：
| 區劃名稱 | 類別     | 與君主關係                    | 内部行政首長                         | 政府首腦         | 上議院名稱*       | 下議院名稱*              | 聯邦議員 選區            | 最高法院 轄區        |
| 澳大利亞聯邦 | 聯邦政府 | 直接                          | 總督                                 | 總理 （首相）    | 參議院 （元老院） | 衆議院 （代表院）        | 聯邦選區                 | 聯邦 最高法院        |
| --- | -------- | ----------------------------- | ------------------------------------ | ---------------- | ----------------- | ------------------------ | ------------------------ | -------------------- |
| 南澳 | 州       | 直接 （《澳大利亞法令》確立） | 州督 （Governor， 或譯總督、州總督） | 州長 （Premier） | 立法會            | 大會院                   | 151個選舉分區            | 南澳大利亞高院       |
| 塔斯馬尼亞 | 州       | 直接 （《澳大利亞法令》確立） | 州督 （Governor， 或譯總督、州總督） | 州長 （Premier） | 立法會            | 大會院                   | 151個選舉分區            | 塔斯馬尼亞高院       |
| 新南威爾士 | 州       | 直接 （《澳大利亞法令》確立） | 州督 （Governor， 或譯總督、州總督） | 州長 （Premier） | 立法會            | 立法院                   | 151個選舉分區            | 新南威爾士高院       |
| 維多利亞 | 州       | 直接 （《澳大利亞法令》確立） | 州督 （Governor， 或譯總督、州總督） | 州長 （Premier） | 立法會            | 立法院                   | 151個選舉分區            | 維多利亞高院         |
| 西澳 | 州       | 直接 （《澳大利亞法令》確立） | 州督 （Governor， 或譯總督、州總督） | 州長 （Premier） | 立法會            | 立法院                   | 151個選舉分區            | 西澳大利亞高院       |
| 昆士蘭 | 州       | 直接 （《澳大利亞法令》確立） | 州督 （Governor， 或譯總督、州總督） | 州長 （Premier） | 無 （1922年廢除） | 立法院                   | 151個選舉分區            | 昆士蘭高院           |
| 首都領地 | 内領地   | 無（总督直辖）                | 無                                   | 首席厅長         | 無                | 立法院                   | 151個選舉分區            | 首都領地高院         |
| 北領地 | 内領地   | 間接（總督代表）              | 行政官                               | 首席厅長         | 無                | 立法院                   | 151個選舉分區            | 北領地高院           |
| 諾福克島 | 外領地   | 間接（總督代表）              | 行政官                               | 市長             | 無                | 地區議會（属新南威爾士） | （属首都領地比恩選區）   | 諾福克島領地高院     |
| 聖誕島 | 外領地   | 間接（總督代表）              | 行政官                               | 郡主席           | 無                | 郡議會（属西澳）         | （属北領地林吉阿里選區） | （属西澳大利亞高院） |
| 科科斯（基林）群島 | 外領地   | 間接（總督代表）              | 行政官                               | 郡主席           | 無                | 郡議會（属西澳）         | （属北領地林吉阿里選區） | （属西澳大利亞高院） |
| *所有行政區的上議院和下議院在中文裏都經常分別翻譯為“參議院”和“眾議院”。相應的，所有上議員和下議員都經常分別被統稱為“參議員”和“衆議員”，或“上議員”和“下議員”。 |          |                               |                                      |                  |                   |                          |                          |                      |

## 地方政府
澳大利亚各州以及北領地又進一步劃分称为地方政府区域（英语：Local Government Area，缩写为LGA）的行政區劃。各地方政府區域可以有各種正式稱謂，例如市（city）、自治市（municipality）、郡（shire）等，但稱謂對其地位、職權等在實際上沒有影響。地方政府區域的自治行政機構是地方政府，通稱“地方議會”（local council）。地方議員（councillor）一般由地方政府區域的居民和業主選出，其首席議員称作“市长大人”（lord mayor）、“市长”（mayor）或“郡主席”（shire president）等。澳大利亞各地的地方政府區域的地域、人口有較大的差別。例如布里斯本整個都會區都劃爲一個地方政府區域（布里斯本市），面積1,343 km²，人口124萬，而悉尼的都會區則分爲數十個地方政府區域，管理市中心區的悉尼市面積僅27 km²，人口24萬。澳大利亞面積最大的地方政府區域是西澳的東皮爾巴拉（East Pilbara），面積379,571 km²。建立議會的地方政府擁有法人資格，可以簽訂合同並持有財產。各州以及北領地都有未劃入地方行政區的偏僻内陸地區，稱爲“非建制地區”（unincorporated area），意即尚未建立具有法人資格的地方自治團體的地方。
地方政府是行政單位，負責在州或领地政府制定的现有政策和法规的框架下管理必要的民生和社区服务，比如城市规划、土地使用、社区中心设施（比如公共图书馆、体育场地、文化中心、商场等）的建设和维护、公园和绿地管理、公共空间的使用收费、垃圾收集、维护下水道、清理街道等。雖然地方政府不是立法機構，但有權在州或领地政府立法所規定的領域訂立地方行政條例。地方政府是州或领地政府立法設立的機構，因此州或领地政府负责监督地方政府并有权在必要的时候介入，不过一般情况下州政府不需要去插手具体事务，因此地方政府享有较为有限但又相对自由的行政自治权。
各州和領地的地理名稱管轄機構負責劃分地理上的區（suburb）和地方（locality）。地方政府區域與地理區和地方沒有概念上的從屬關係。一個區可以劃分在一個地方政府區域内，也可以分割入多個地方政府區域轄區，例如位於悉尼内西區的史卓菲區（Strathfield）的中、西部分為史卓菲自治市（Municipality of Strathfield）管轄，東部為寶活自治市（Municipality of Burwood）管轄，北部由加拿大灣市（City of Canada Bay）管轄。此外，邮政编码由聯邦郵政機構設定，一般情況下一個或多個區或地方使用一個邮政编码，因此和地方政府區域也沒有對應。

### 类别
較常見的地方行政區劃名稱有：
- 市（city）：一般指城鎮化程度較高的地區，類似的稱号還有自治市（municipality）、鄉村市（rural city）等，其中“市”的名稱是由皇家或州級政府授予的榮譽，象徵該區域在歷史、文化、經濟等方面的重要性。
- 镇区（borough）、镇（town）：一般是城郊或乡下规模較大的集镇及其周边区域。
- 郡（shire）：一般指主要以农牧业活动为主的鄉村地區，包括一些周边的自然保护区。有些城市边缘区已經因为城市蔓延演變成了高度郊区化的卫星城。
- 區（district）：一般是指人烟稀少的偏远地區和山区。
- 地区（region）：仅限于昆士兰，一些地区因为幅员辽阔但人口密度很低，整个地区是由单一的地方政府全权管辖。

各州和自治領地在劃分地方政府區域時有相當大的自主權，因此各州和領地的地方政府建制名稱大有出入。此外，在每個州和領地内部，也根據各個地方政府區域的性質不同（例如歷史、城鎮化程度等）使用不同的名稱。聯邦政府負責非自治領地的地方政府职责，虽然这些地方不划作正式的地方政府區域，但其政府机构也使用类似的名稱。此外有些偏远地区未划入任何地方政府区域，属上级政府直接管辖。
除北領地之外的其他領地（包括澳洲首都领地）没有分別的地方政府区域，地方政府的职能由领地政府负责。因此，澳大利亚统计局则将整个首都领地定义为“非建制地区”（unincorporated）。
| 名称                           | 新州 | 维州 | 昆州 | 西澳 | 南澳 | 塔州 | 北领地 | 首都 | 总数 |
| ------------------------------ | ---- | ---- | ---- | ---- | ---- | ---- | ------ | ---- | ---- |
| 镇区（borough）                |      | 1    |      |      |      |      |        |      | 1    |
| 市（city）                     | 28   | 33   | 7    | 29   | 21   | 6    | 2      |      | 126  |
| 议会（council）                | 28   |      |      |      | 15   |      |        |      | 43   |
| 区议会（district council）     |      |      |      |      | 25   |      |        |      | 25   |
| 自治市（municipality）         | 6    |      |      |      |      | 23   | 3      |      | 32   |
| 地区议会（regional council）   | 8    |      |      |      | 4    |      | 9      |      | 21   |
| 鄉村市（rural city）           |      | 6    |      |      | 1    |      |        |      | 7    |
| 郡（shire）                    | 58   | 39   | 28   | 104  |      |      | 3      |      | 232  |
| 镇（town）                     |      |      | 1    | 8    | 2    |      |        |      | 11   |
| 土著议会（Aboriginal council） |      |      |      |      | 5    |      |        |      | 5    |
| 土著郡（Aboriginal shire）     |      |      | 12   |      |      |      |        |      | 12   |
| 地区（region）                 |      |      | 30   |      |      |      |        |      | 30   |
| 小计                           | 128  | 79   | 78   | 141  | 73   | 29   | 17     |      | 545  |
| 未划分                         | 2    | 10   |      |      | 1    |      | 5      | 1    | 19   |
| 总数                           | 130  | 89   | 78   | 141  | 74   | 29   | 22     | 1    | 564  |